# Satureja kitaibelii
Satureja kitaibelii là một loài thực vật có hoa trong họ Hoa môi. Loài này được Wierzb. ex Heuff. miêu tả khoa học đầu tiên năm 1858.